# Vladimir Ilić (homme politique)
Pour les articles homonymes, voir Vladimir Ilić et Ilić.
Vladimir Ilić (en serbe cyrillique : Владимир Илић ; né le 10 mars 1963) est un homme politique serbe. Il est membre du parti G17 Plus (G17+) et ancien président du groupe parlementaire de la coalition Régions unies de Serbie (URS) à l'Assemblée nationale de la république de Serbie.

## Parcours
Aux élections législatives anticipées du 11 mai 2008, Vladimir Ilić figure avec le G17 Plus sur la liste « Pour une Serbie européenne » conduite par Dragoljub Mićunović, membre du Parti démocratique, et soutenue par le président sortant Boris Tadić ; la liste obtient 38,40 % des suffrages et envoie 102 représentants à l'Assemblée nationale ; Vladimir Ilić est élu député.
Aux élections législatives du 6 mai 2012, Vladimir Ilić et son parti participent à la coalition des Régions unies de Serbie (URS), emmenée par Mlađan Dinkić ; la liste obtient 5,51 % des suffrages et 16 députés ; Vladimir Ilić obtient un nouveau mandat et devient président du groupe parlementaire de l'URS. En plus de cette fonction, il participe aux travaux de la Commission de l'économie, du développement régional, du tourisme et de l'énergie, de la Commission de l'intégration européenne, de la Commission des questions administratives, budgétaires, des mandats et de l'immunité et, en tant que suppléant, à ceux de la Commission des finances, du budget de l'État et du contrôle des dépenses publiques. Il est également membre de la délégation serbe à l'Assemblée parlementaire du Conseil de l'Europe.
À la fin du printemps et au cours de l'été 2013, une crise politique provoque des tensions au sein de la coalition gouvernementale issue des élections législatives serbes de 2012. Ivica Dačić exclut le parti Régions unies de Serbie (URS) de son gouvernement et, notamment, son représentant le plus éminent, président de ce parti et ministre des Finances et de l'Économie, Mlađan Dinkić. Dinkić retrouve son mandat de député à l'Assemblée nationale et remplace Vladimir Ilić à la tête du groupe.